# معبد هیه
معبد هیه (به ژاپنی: 日枝神社  Hie Jinja) در منطقهٔ چیودا در توکیو، پایتخت ژاپن واقع شده‌است. جشن سانئو که یکی از سه جشن بزرگ ادو است از دهم تا پانزدهم ماه جون در این معبد برگزار می‌شود.

## ایستگاه‌های اطراف معبد یاسوکونی
- متروی توکیو، خط گینزا، ایستگاه تامه‌ایکه سانئو G 06